# Reginald John Campbell
Reginald John Campbell, né le 29 août 1867 et mort le 1er mars 1956, est un théologien britannique congrégationaliste puis anglican. Pasteur au City Temple de Londres, il devient en 1907 l'un des principaux représentants du mouvement The New Theology de 1907. Il passe ses dernières années en tant que clerc senior de l'Église anglicane d'Angleterre.

## Biographie
Reginald John Campbell naît le 29 août 1867 à Bermondsey, un quartier de Southwark, situé au sud de Londres. Il est le deuxième des quatre fils et une fille de John Campbell (né en 1841), pasteur de l’Église méthodiste libre unie d'origine écossaise. Il est enregistré à la naissance sous le nom de John Wesley Campbell, dont le nom apparaît également sur son premier certificat de mariage en 1889. Âgé quelques mois, Campbell est confié à ses grands-parents maternels, John Johnston et sa femme, près de Belfast en Irlande du Nord en raison de sa santé délicate.
Après la mort de son grand-père en 1880, il rejoint ses parents en Angleterre, où il fait ses études dans les lycées de Bolton et de Nottingham, où son père exerce son ministère. Après des études à l'University college de Nottingham, il enseigne à partir de 1888 au lycée d'Ashton, dans le Cheshire, dont le directeur est F.H. Mentha. L'influence de celui-ci sur Campbell le rend réceptif aux idées du mouvement d'Oxford soutenu par le doyen Francis Paget. Cela aboutit à sa confirmation dans l'Église anglicane d'Angleterre et à sa préparation au sacerdoce.
Le 8 juin 1889, il épouse Mary Elizabeth Campbell (née Slack) (1861–1924), membre de la paroisse de son père à la United Free Methodist Church de Nottingham. En 1892, Campbell commence ses études au collège Christ Church d'Oxford, où il obtient son diplôme en 1895 avec mention à la School of Modern History and Political Science. Il obtient une maîtrise en 1902. Pendant son séjour à Christ Church, Campbell prêche dans les villages autour d'Oxford.
Il étudie à Oxford avec l'intention de devenir pasteur de l'Église d'Angleterre mais, malgré l'influence de l'évêque Gore, alors chef de la Pusey House, et du doyen Paget (futur évêque d'Oxford), il décide de travailler pour l’Église congrégationaliste, suivant les traces de son grand-père, le pasteur James Campbell . Il rejoint l'Église congrégationaliste d'Oxford.

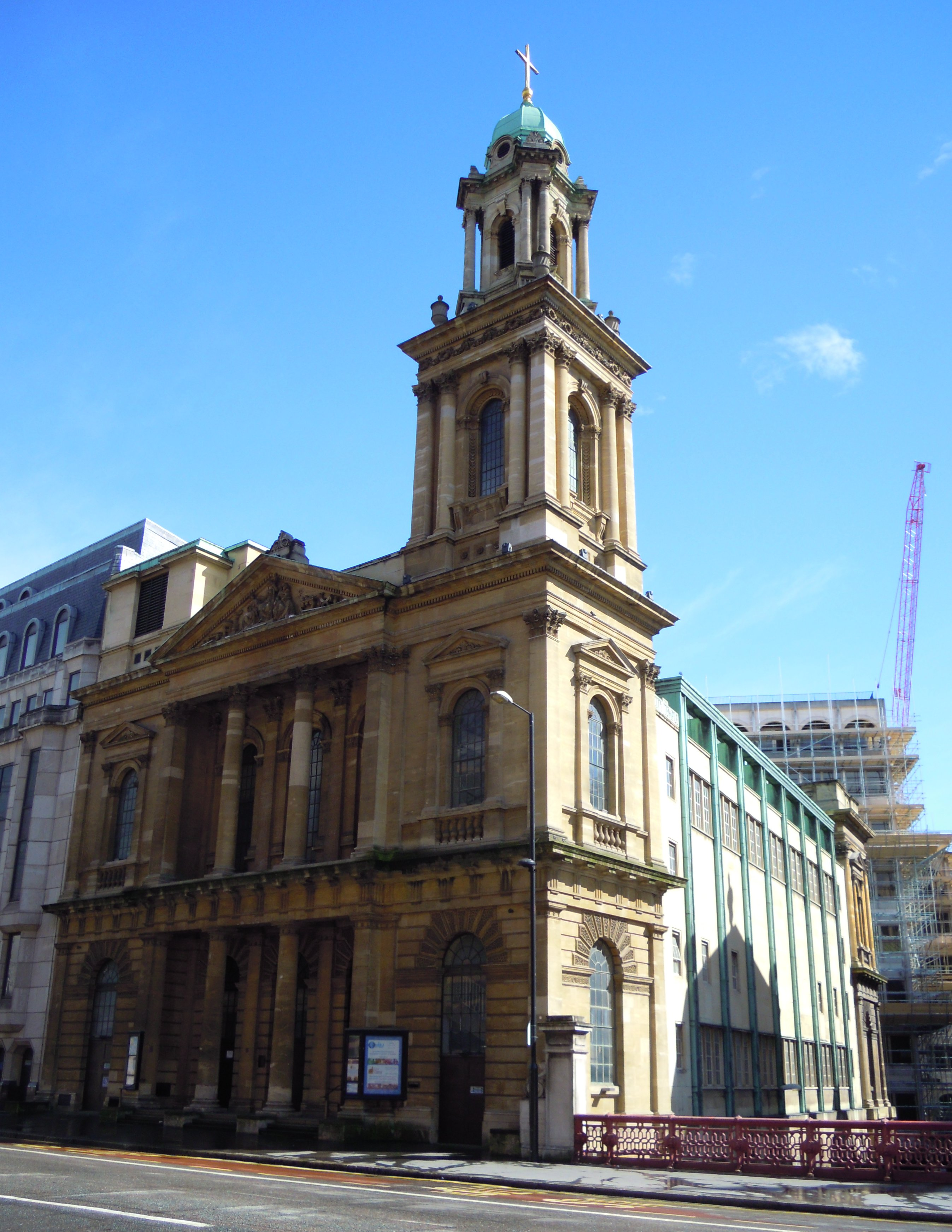
Le temple de la ville à Holborn

En quittant Oxford, il accepte un appel à la petite église congrégationaliste de Union Street à Brighton, où il commence son ministère à l'été 1895. En l'espace d'un an, Campbell remplit l'église et, pour accueillir les foules venues l'entendre prêcher, l'église de Union Street fusionne avec une plus grande église, celle de Queens 'Square à Brighton. Marie Corelli assiste aux services de la rue Union pendant le séjour de Campbell.
Devenu célèbre à Brighton en tant que prédicateur, il est invité à prêcher à Londres aux offices du jeudi midi du City Temple. Après la mort de Joseph Parker (en) en novembre 1902, Campbell est choisi comme son successeur et est installé le 21 mai 1903 comme pasteur du City Temple - la cathédrale des non-conformistes. Alors que son prédécesseur est théologiquement conservateur, Campbell est quant à lui protestant libéral et politiquement socialiste.
Sept mille personnes assistent aux services de son premier dimanche. Ses sermons abordent à la fois des questions d'actualité et des questions doctrinales, et sont republiés jusqu'aux États-Unis. Des cartes postales illustrées de Campbell sont bientôt en vente aux côtés de celles d'actrices et d'autres célébrités de l'époque, et un livre d'anniversaire de RJ Campbell contenant ses « citations poétiques préférées, portrait et autographe » est disponible à la vente.
Il est invité à une tournée de prédication en Amérique et au Canada. Il quitte Southampton le 13 juin 1903 et arrive à New York le 20 juin. Il prêche à New York, Boston et Chicago. À Ocean Grove, il s'adresse à une foule de 10 000 personnes. Il prêche ensuite au Canada, à Toronto et à Montréal, visitant les chutes du Niagara durant son voyage.

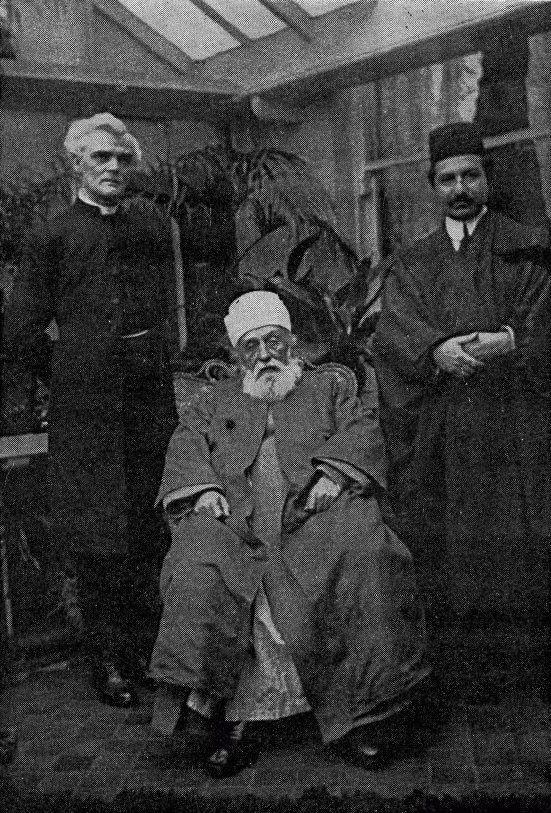
Campbell avec ʻAbdu'l-Baha en 1911.

Campbell introduit l'exégèse historico-critique de la Bible dans sa prédication, remettant en question l'attribution traditionnelle des livres bibliques et les origines du texte. Sa théologie devient connue sous le nom de « la nouvelle théologie ». Campbell publie un volume intitulé The New Theology, reformulant les croyances chrétiennes avec les opinions et les croyances critiques modernes.
Au cours de la décennie qui suit, Campbell continue à lire et à réfléchir sur la littérature concernant le Jésus historique. En juillet 1907, il déclare que le socialisme est la forme pratique du christianisme ; par la suite, il est invité à se présenter comme candidat du Parti travailliste pour Cardiff lors des élections. Il est élu à l'exécutif de la Fabian Society en 1908. Il partage une tribune avec Keir Hardie à plusieurs reprises, notamment lors d'une grande réunion à Liverpool en mars 1907.
Le 5 septembre 1911, Campbell rencontre 'Abbâs Effendi, fils aîné et successeur de Mirza Husayn Ali Nuri le fondateur de la foi bahá'íe. Il l'invite à prononcer un discours public dans le temple de la ville. En octobre 1911, accompagné de sa femme et de sa fille, Hilda May (1891–1935), il entreprend une tournée de prédication de trois mois aux États-Unis.

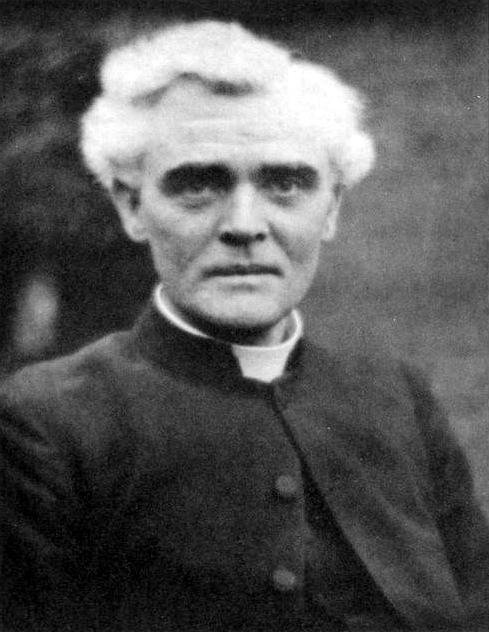
RJ Campbell en 1914.

À l'été 1915, après une tournée des tranchées pendant la Première Guerre mondiale, Campbell subit une profonde crise personnelle et retourne à l'Église anglicane d'Angleterre.
En octobre 1915, Campbell prêche son dernier sermon au City Temple, puis démissionne de l'église congrégationaliste. Quelques jours plus tard, il est reçu dans l'Église d'Angleterre par l'évêque Gore à Cuddesdon.
En octobre 1916, il est ordonné pasteur anglican et devient attaché au personnel de la Cathédrale Saint-Philippe de Birmingham, avant d'être nommé pasteur de Christ Church (en) de 1917 à 1921, puis à Holy Trinity de Brighton de 1924 à 1930. En 1919, il reçoit le doctorat honoris causa (DD) en théologie de l'université d'Oxford. Sa biographie de David Livingstone est publiée en 1929.

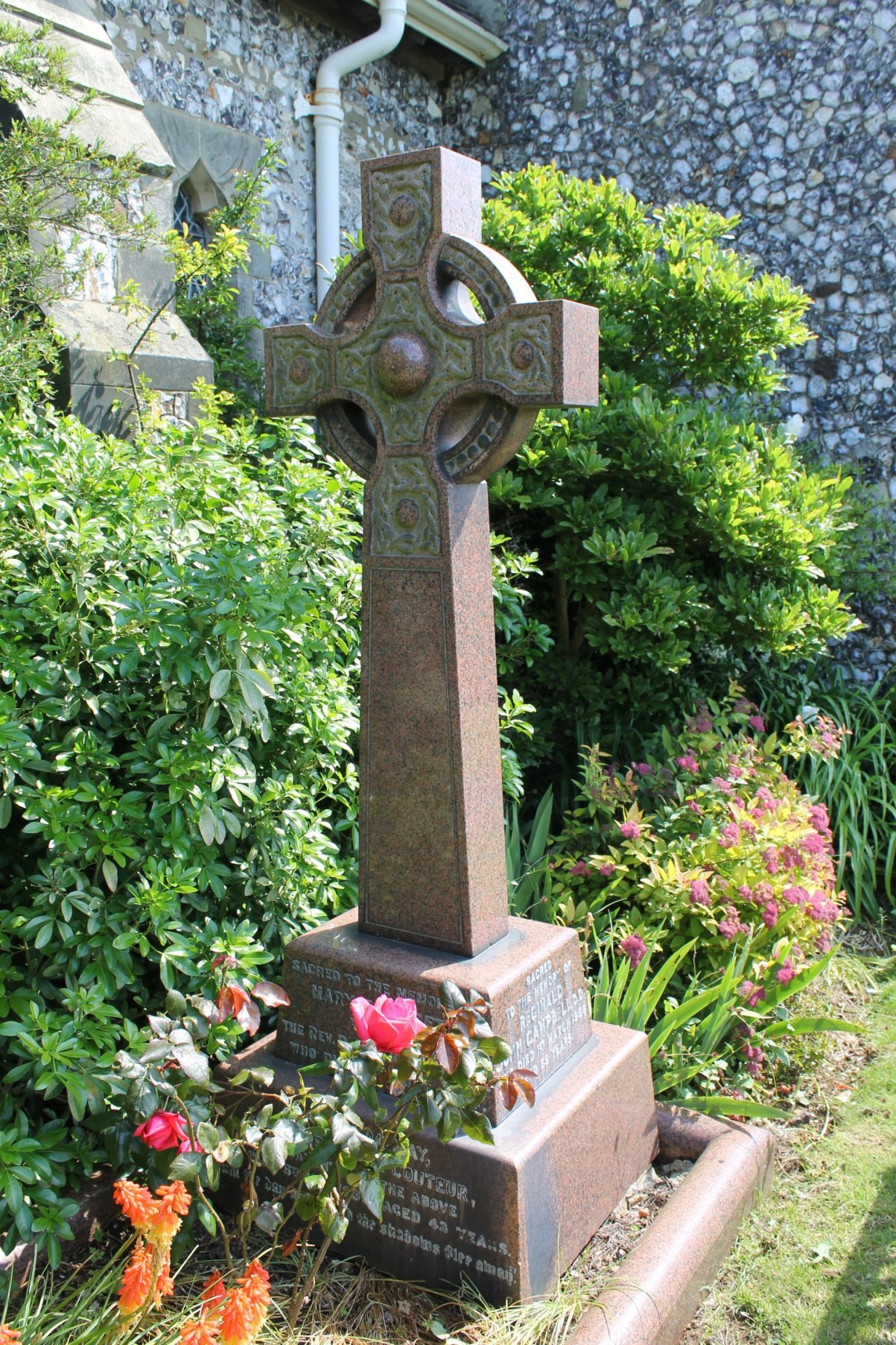
Tombe de RJ Campbell dans l'église St Peter de West Blatchington

Il devient chanoine et chancelier de la Cathédrale de Chichester en 1930, et est aumônier et professeur de théologie au Bishop Otter College de Chichester de 1933 à 1936. Après le décès de sa première femme en 1927, à l'âge de 60 ans, il épouse Ethel Gertrude Smith (1885-1943), sa fille adoptive qui est aussi sa secrétaire. Il démissionne de son poste de chancelier de la cathédrale de Chichester en 1946 à l'âge de 80 ans, et est nommé chanoine émérite.
RJ Campbell meurt en 1956 à son domicile, "Heatherdene", à Fairwarp dans le Sussex de l'Est à l'âge de 89 ans. Le service funèbre est dirigé par George Bell, évêque de Chichester. Il est inhumé avec sa première femme et sa fille dans une tombe qui contenait également les cendres de sa seconde épouse dans le cimetière de l'église St Peter à West Blatchington, près de Hove dans le Sussex de l'Est.

## Publications
- Œuvres de Reginald John Campbell sur le projet Gutenberg
- Ebook de Campbell's A Spiritual Pilgrimage (1916)
- Édition Project Gutenberg de The New Theology (1907) par RJ Campbell
- Ebook du christianisme et de l'ordre social par RJ Campbell (1907)
- Ebook de La vie du Christ par RJ Campbell (1921)
- 'Tour. RJ Campbell' – article de 1907

## Galerie

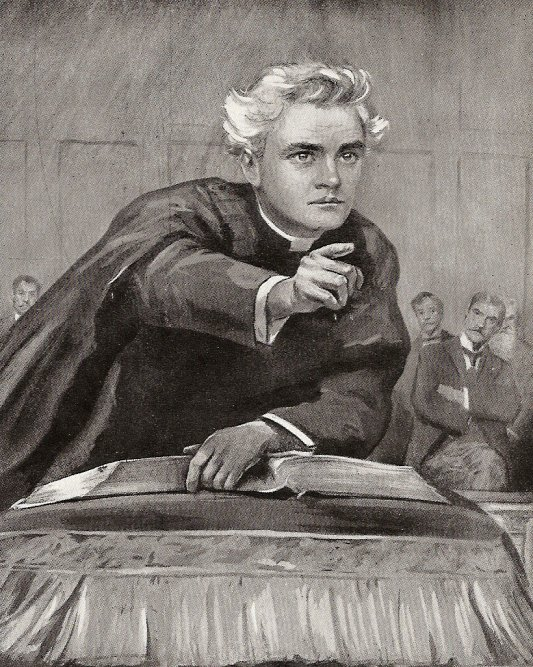
Campbell prêchant avant 1903
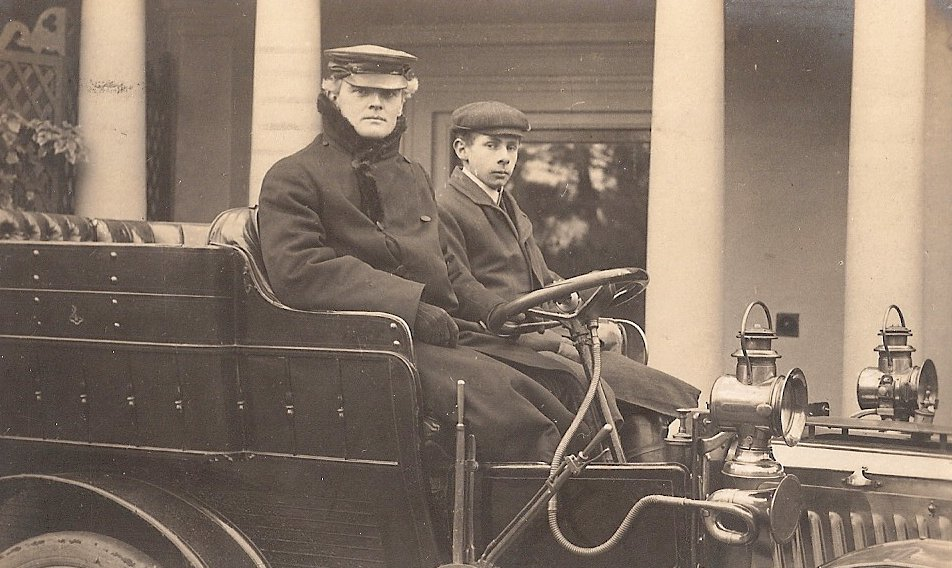
Campbell au volant de sa voiture, c. 1904
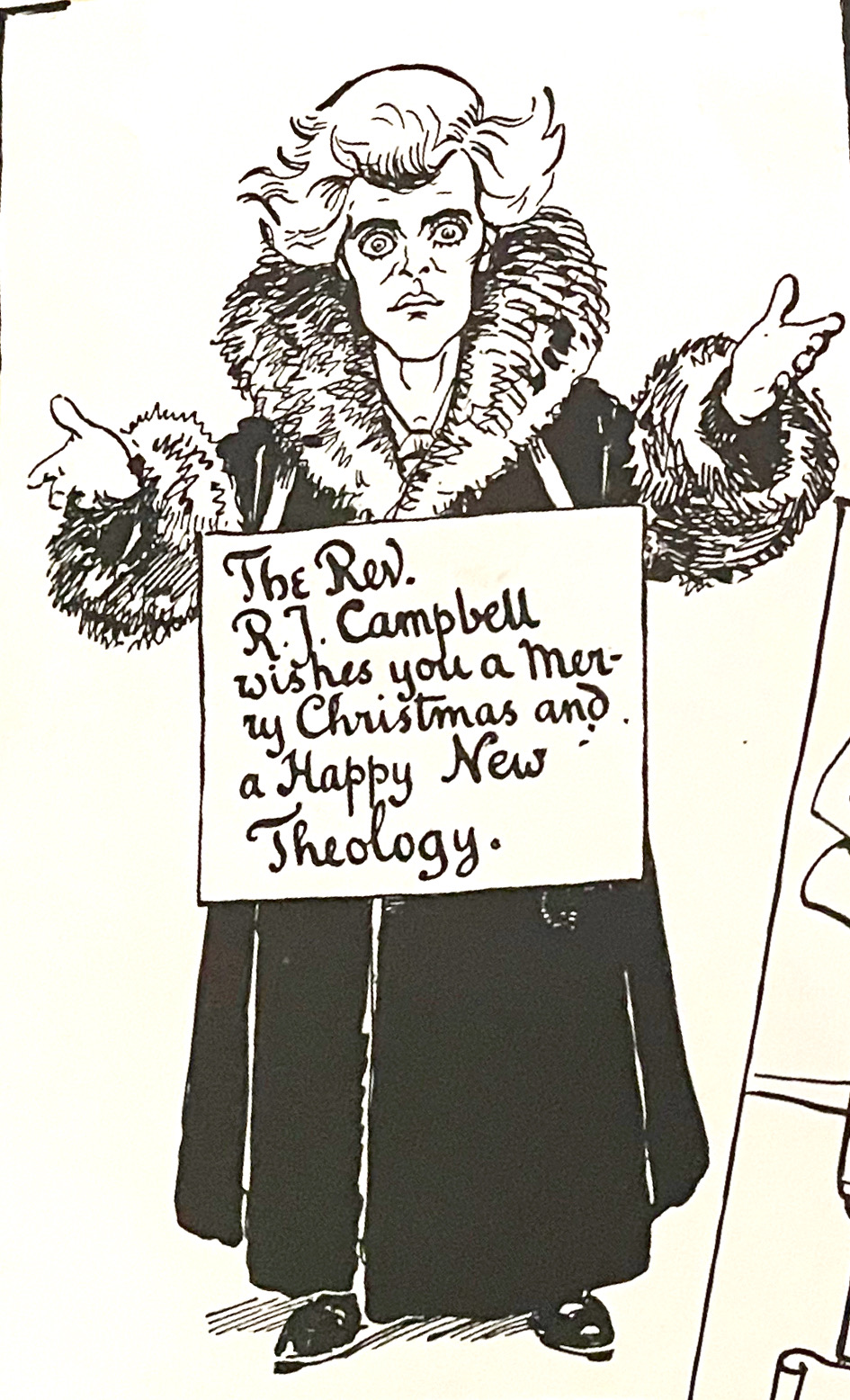
Perforez la carte de Noël du dessin animé comme si elle provenait du prédicateur RJ Campbell (publiée en 1908)
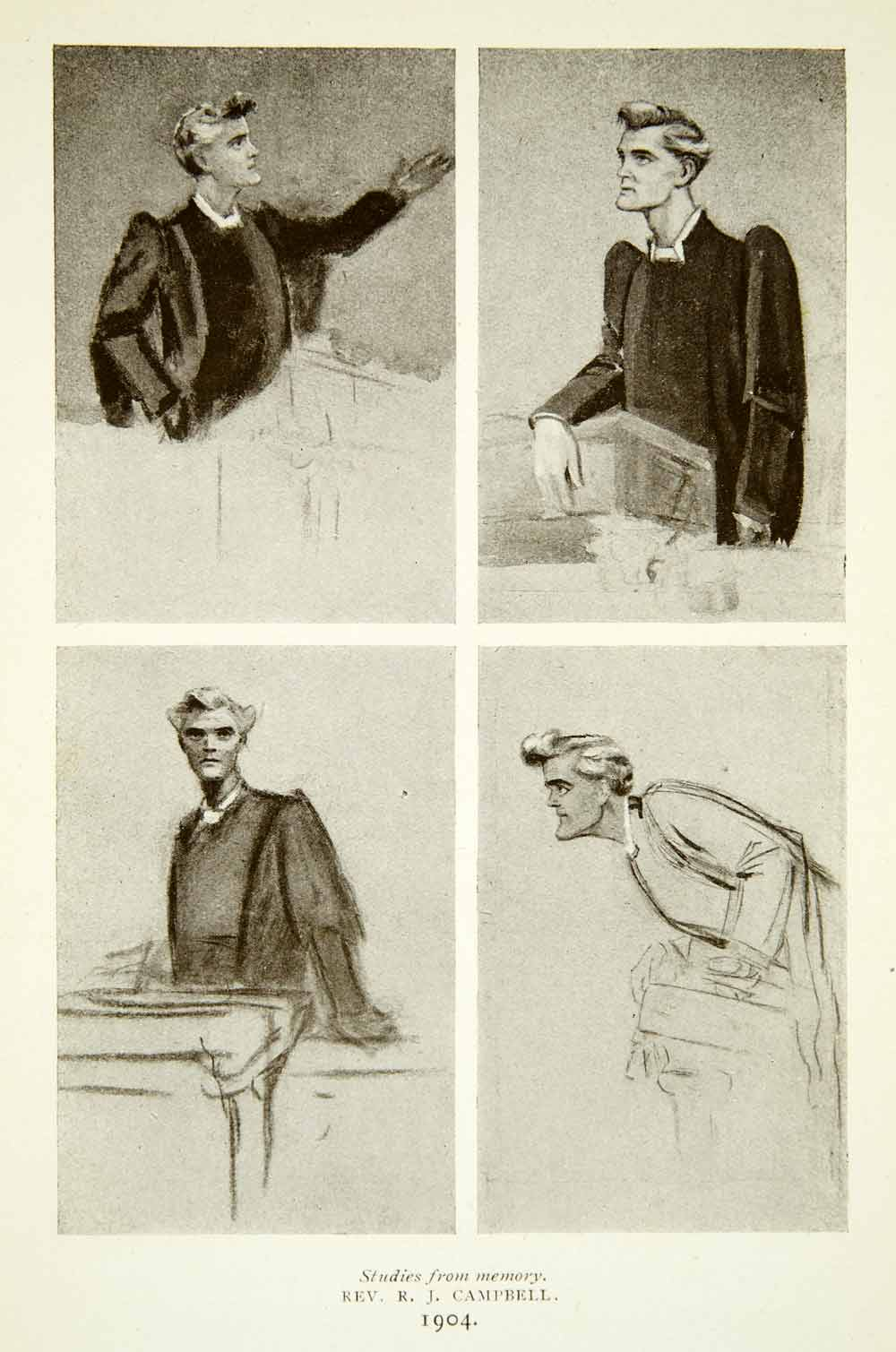
Esquisses de Leslie Ward pour la caricature Vanity Fair de 1904 (publiée en 1915)